# 姉小路高綱
姉小路 高綱（あねがこうじ たかつな）は、戦国時代から安土桃山時代にかけての武士。飛騨国小鷹利城主。姉小路済継の次男・田向重継と同一人物という説がある。

## 生涯
飛騨の乱により分裂した向小島氏の家系であり、飛騨百足城を築城したとされるが、詳細は分かっていない。
姉小路家を取り巻く環境から天正4年（1576年）に没したとする説が有力であるが、享禄3年（1530年）以降は史上から抹殺されるなど、未だ不可解な点が多く家督を継承したという記録も無い。一説によれば兄・済俊の死後に姉小路家（古川氏）を継いだとされる田向重継と高綱は同一人物とするものもあり、これが正しければ、高綱が姉小路家を継承したことになる。関連して、姉小路氏の一族とされ、高綱死去後に小鷹利城主となり、後に常陸国（のち秋田藩）の佐竹義宣に仕え家老にまでなった向宣政は、実は高綱の子ではないかとするものもあるが、詳細は不明。
尚、姉小路家は済継の後、高綱の兄とされる済俊が継いだが早世しており、その後、一門であるとされる田向重継と云う者が継承したが弘治2年（1556年）に三木良頼によって滅ぼされたという資料が残るものの、重継についての詳細や高綱と同一人物であるかについては資料にも残されておらず不明である。